# Libro dell'Ottica
Il Libro dell'Ottica (in arabo: كتاب المناظر ,romanizzato : Kitāb al-Manāẓir) è un trattato del XI secolo in sette volumi sull'ottica e altri campi di studio, composto dallo studioso arabo Ibn al-Haytham, conosciuto in Occidente come Alhazen.
Il Libro dell'Ottica presentava argomenti fondati sperimentalmente contro la teoria ampiamente diffusa dell'estramissione della visione (come sostenuta da Euclide nella sua Ottica), e proponeva la moderna teoria dell'intromissione, il modello ora accettato secondo cui la visione avviene tramite la luce che entra nell'occhio. Il libro è anche noto per il suo uso precoce del metodo scientifico, la sua descrizione della camera oscura e la sua formulazione del problema di Alhazen. 

## Struttura dell'opera
- Il libro I tratta delle teorie di Alhazen riguardante la luce, i colori e la visione.
- Il libro II è quello in cui Alhazen presenta la sua teoria della percezione visiva.
- Il libro III e il libro IV presentano le idee di Alhazen sugli errori nella percezione visiva, mentre il libro VI si concentra sugli errori legati alla riflessione.
- Il libro V e il libro VI forniscono prove sperimentali per le teorie di Alhazen sulla riflessione.
- Il libro VII tratta del concetto di rifrazione.

## Teoria della visione
Prima che il Libro dell'Ottica fosse scritto, esistevano due teorie della vista. La teoria dell'estramissione o emissione fu avanzata dai matematici Euclide e Tolomeo, che affermarono che certe forme di radiazione vengono emesse dagli occhi sull'oggetto che viene visto. Quando questi raggi raggiungono l'oggetto, permettono all'osservatore di percepirne il colore, la forma e le dimensioni. Una prima versione della teoria dell'intromissione, sostenuta dai seguaci di Aristotele e Galeno, sosteneva che la vista era causata da agenti, che venivano trasmessi agli occhi dall'oggetto o dall'ambiente circostante.
Alhazen ha offerto molte ragioni contro la teoria dell'estramissione, sottolineando il fatto che gli occhi possono essere danneggiati guardando direttamente luci intense, come il sole. Ha scritto della bassa probabilità che l'occhio possa riempire l'intero spazio non appena le palpebre vengono aperte mentre un osservatore guarda verso il cielo notturno. Utilizzando la teoria dell'intromissione come fondamento, ha formulato quindi la sua teoria secondo cui un oggetto emette raggi di luce da ogni punto sulla sua superficie che poi viaggiano in tutte le direzioni, consentendo così alla luce di entrare negli occhi di un osservatore. Secondo questa teoria, l'oggetto osservato è considerato una compilazione di un numero infinito di punti, dai quali vengono proiettati raggi di luce.

## Teoria della luce e del colore
In questo libro Alhazen ipotizzò l'esistenza di luce primaria e secondaria, con la luce primaria come la più forte o intensa delle due. Il libro descrive come la forma essenziale della luce provenga da corpi autoluminosi e che la luce accidentale provenga da oggetti che ottengono ed emettono luce da quei corpi autoluminosi. Secondo Alhazen, la luce primaria proviene da corpi autoluminosi e la luce secondaria è la luce che proviene da oggetti accidentali. La luce accidentale può esistere solo se c'è una fonte di luce primaria. Sia la luce primaria che quella secondaria viaggiano in linea retta. La trasparenza è una caratteristica di un corpo che può trasmettere luce attraverso di loro, come l'aria e l'acqua, sebbene nessun corpo possa trasmettere completamente la luce o essere completamente trasparente. Gli oggetti opachi sono quelli attraverso i quali la luce non può passare direttamente, sebbene vi siano gradi di opacità che determinano quanta luce può effettivamente passare. Gli oggetti opachi vengono colpiti dalla luce e possono diventare essi stessi corpi luminosi che irradiano luce secondaria. La luce può essere rifratta attraversando oggetti parzialmente trasparenti e può anche essere riflessa colpendo oggetti lisci come gli specchi, viaggiando in linea retta in entrambi i casi.
Lo scienziato presentò molti esperimenti in Ottica che sostenevano le sue teorie sulla luce e la sua trasmissione. Scrisse anche che il colore agisce in modo molto simile alla luce, essendo una qualità distinta di una forma e viaggiando da ogni punto su un oggetto in linee rette. Attraverso la sperimentazione concluse che il colore non può esistere senza aria. 

## Anatomia dell'occhio e del processo visivo
Poiché gli oggetti irradiano luce in linee rette in tutte le direzioni, anche l'occhio deve essere colpito da questa luce sulla sua superficie esterna. Questa idea presentava un problema per Alhazen e i suoi predecessori, poiché se fosse stato così, i raggi ricevuti dall'occhio da ogni punto dell'oggetto avrebbero causato un'immagine sfocata. Lo scienziato risolse questo problema usando la sua teoria della rifrazione. Sostenne che, sebbene l'oggetto invii un numero infinito di raggi di luce all'occhio, solo una di queste linee cade sull'occhio perpendicolarmente: gli altri raggi incontrano l'occhio ad angoli che non sono perpendicolari. Secondo Alhazen, questo fa sì che vengano rifratti e indeboliti. Credeva che tutti i raggi diversi da quello che colpisce l'occhio perpendicolarmente non fossero coinvolti nella visione.
Nella struttura dell'occhio di Alhazen, l'umore cristallino è la parte che riceve i raggi luminosi dall'oggetto e forma un cono visivo, con l'oggetto percepito come la base del cono e il centro dell'umore cristallino nell'occhio come il vertice. Altre parti dell'occhio sono l'umore acqueo davanti all'umore cristallino e l'umore vitreo dietro. Questi, tuttavia, non svolgono un ruolo così critico nella vista come l'umore cristallino. L'umore cristallino trasmette l'immagine che percepisce al cervello attraverso un nervo ottico. 

## Influenza e fortuna dell'opera
Il Libro dell'Ottica fu fortemente influenzato dall'Ottica di Tolomeo, mentre la descrizione dell'anatomia e della fisiologia dell'occhio si basava su un resoconto di Galeno. Fu quindi tradotto in latino da uno studioso sconosciuto alla fine del XII (o all'inizio del XIII) secolo, ed ebbe influenza nel medioevo. Il libro, inoltre, influenzò ampiamente lo sviluppo dell'ottica, della fisica e della matematica in Europa tra il XIII e il XVII secolo. 